# Bollenbach (Argen)
Der Bollenbach ist ein etwa neun Kilometer langes Fließgewässer im baden-württembergischen Bodenseekreis und ein rechter Nebenfluss der Argen.

## Geographie

### Verlauf
Am Südrand des Weilers Wiedenbach im Tettnanger Ortsteil Tannau entsteht der mit Schwankungen südwärts fließende Bollenbach. Aus mehreren Quellen im Forst Arlenholz wird er verstärkt und passiert anschließend Obereisenbach. Danach fließt er begradigt Richtung Süden durch landwirtschaftlich genutzte Flächen.
Nach Tannau, einem Ort an der oberschwäbischen Barockstraße, durchquert er das Waldgebiet Bollen. Dort ist sein Verlauf ursprünglicher. Er setzt seinen Weg nach Süden fort, vorbei an Wiesertsweiler und durch den Ort Laimnau, nach dem er schließlich in die Argen mündet.
Mit seinem 9,2 km langen Lauf durchweg durch Tettnanger Stadtgebiet entwässert er ein 31,2 km² großes Einzugsgebiet in der Jungmoränenlandschaft des Bodenseebeckens. 

### Zuflüsse
Von der Quelle zur Mündung nimmt der Bollenbach neben vielen unbenannten Bächen folgende Zuflüsse auf:
- Flockenbach (links), gleich nach Tannau
- Leimenbach (rechts), nach Tannau am Nordrand des Bollen
- Kreuzweiherbach (links), bei Wiesertsweiler, mit oberem Mündungsarm Wiesertsweiler Mühlgraben
- Dobelbach (rechts), in Laimnau